# Headlong
Headlong – piosenka brytyjskiego zespołu Queen wydana w 1991 roku na singlu promującym album Innuendo (1991). Głównym kompozytorem utworu był gitarzysta Queen, Brian May.
Pierwotnie utwór „Headlong” autorstwa Maya miał trafić na jego kolejny solowy album, Back to the Light (1992). Jednak, gdy gitarzysta usłyszał, jak Freddie Mercury śpiewa tę piosenkę, zezwolił na wykorzystanie jej na potrzeby albumu Queen.

## Personel
- Freddie Mercury – wokal prowadzący, wokal wspierający
- Brian May – gitara elektryczna, pianino, keyboardy, programowanie perkusji, wokal wspierający
- Roger Taylor – perkusja, wokal wspierający
- John Deacon – gitara basowa

## Listy przebojów
| Kraj | Lista                 | Pozycja | Źr.   |
| ---- | --------------------- | ------- | ----- |
| CA   | „RPM” Top Singles     | 25      | [ 2 ] |
| NL   | Single Top 100        | 43      | [ 3 ] |
| IE   | Top 100 Singles       | 25      | [ 4 ] |
| GB   | UK Singles Chart      | 14      | [ 5 ] |
| US   | Mainstream Rock Songs | 3       | [ 6 ] |